# Benny Díaz
Benny Díaz Jáuregui (ur. 15 grudnia 1998 w Kalifornii) – amerykański piłkarz pochodzenia meksykańskiego występujący na pozycji bramkarza, od 2024 roku zawodnik Juárez.